# Hongarije op de Olympische Winterspelen 1976
Tijdens de Olympische Winterspelen van 1976, die in Innsbruck (Oostenrijk) werden gehouden, nam Hongarije voor de twaalfde keer deel.

## Deelnemers en resultaten

### Kunstrijden
| Olympiër                        | Discipline | Resultaat | Prestatie              |
| ------------------------------- | ---------- | --------- | ---------------------- |
| László Vajda                    | mannen     | dnf       | opgave                 |
| Krisztina Regőczy András Sallay | ijsdansen  | 5e        | pc. 48,5; 195,9 punten |

Andorra · Argentinië · Australië · België · Bondsrepubliek Duitsland · Bulgarije · Canada · Chili · Duitse Democratische Republiek · Finland · Frankrijk · Griekenland · Groot-Brittannië · Hongarije · IJsland · Iran · Italië · Japan · Joegoslavië · Libanon · Liechtenstein · Nederland · Nieuw-Zeeland · Noorwegen · Oostenrijk · Polen · Roemenië · San Marino · Sovjet-Unie · Spanje · Taiwan · Tsjecho-Slowakije · Turkije · Verenigde Staten · Zuid-Korea · Zweden · Zwitserland